# Wangen (Mühlhausen)
Wangen ist ein Gemeindeteil der Gemeinde Mühlhausen im Landkreis Neumarkt in der Oberpfalz.

## Lage
Das Dorf Wangen liegt am Fuße des Oberpfälzer Jura auf 440 m ü. NHN östlich des Ludwig-Donau-Main-Kanals.

## Geschichte

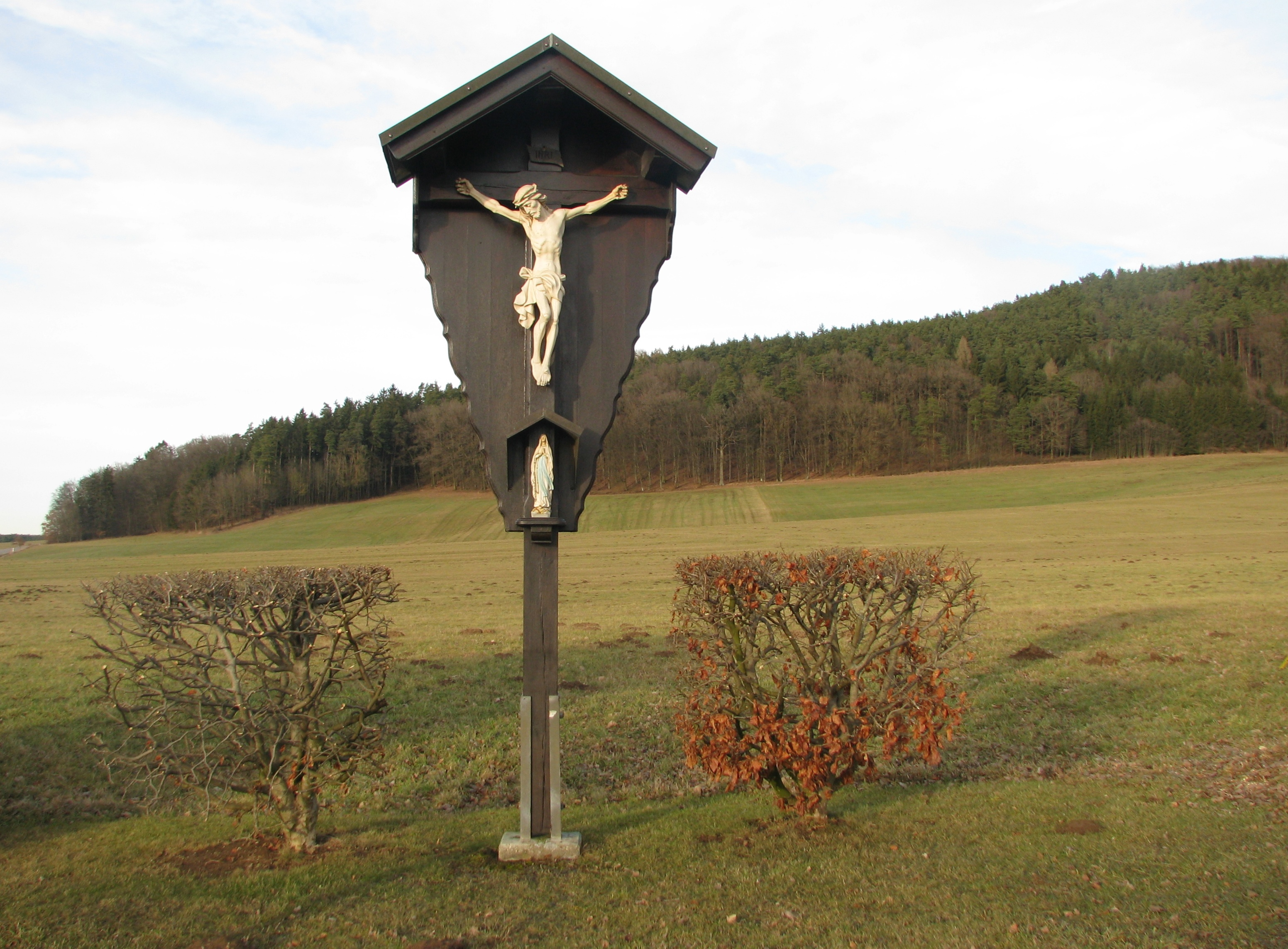
Wegkreuz bei Wangen

Als 1376 die Reichsministerialen Stein das Klösterlein „Zum Heiligen Grab“ am Schlüpfelberg, unweit Sulzbürg, gewissermaßen als Filialkloster des Benediktinerklosters Plankstetten stifteten, gehörten zu den Gründungsgütern ein Haus und eine Hofstatt der Herren von Stein in Wangen sowie der halbe Groß- und Kleinzehent zu Wangen, den Weickmann der Hofer stiftete. 1528 sprach Kaiser Karl V. den Wolfsteinern „alle Fraisch“ zu Wappersdorf, Weaersdorf (= Weihersdorf) und Wangen zu, nachdem der herzogliche Schultheiß zu Neumarkt dieses Recht „unbillig“ beansprucht hatte. Wangen gehörte also den Wolfsteinern und zu deren sulzbürgischem Amt. Circa 1732 bildeten sechs Höfe mit dem Hirtenhaus das Dorf. Als die Wolfsteiner 1740 ausstarben, erwarb der bayerische Kurfürst deren Besitz, darunter auch Wangen, das zu dieser Zeit aus fünf Untertanen (Höfen) bestand. Pfarrlich ursprünglich zu Tauernfeld gehörend, wurde Wangen 1628, also bald nach der Gegenreformation, als die Pfarrei Tauernfeld aufgelöst wurde, mit Greißelbach in die Pfarrei Döllwang eingepfarrt.
Am Ende des Alten Reiches, um 1800, bestand Wangen aus fünf Höfen zweier Grundbesitzer: Der Unteren Hofmark Berngau gehörten die drei Höfe Großhauser, Schmid, Röckl sowie ein weiterer kleinerer Hof, dem Spital Freystadt der größte Hof, dessen Besitzer ebenfalls Röckl hieß. Hochgerichtlich unterstanden die Höfe dem herzoglich-bayerischen Schultheißenamt Neumarkt.
Im Königreich Bayern wurde um 1810 der Steuerdistrikt Döllwang gebildet, dem Wangen zugeordnet war und dem auch Greißelbach, Weihersdorf und Wappersdorf angehörte. Mit dem Gemeindeedikt von 1818 entstand die Ruralgemeinde Döllwang, die nur Döllwang, Greißelbach und Wangen umfasste. Unmittelbar vor der Gebietsreform in Bayern bestand die Gemeinde Döllwang nur noch aus Döllwang selber und der Neusiedlung Hacklsberg; Wangen war zu diesem Zeitpunkt einer von neun Gemeindeteilen der Gemeinde Wappersdorf. Diese wurde am 1. Januar 1974 nach Mühlhausen eingemeindet.
Unweit des Dorfes befindet sich ein sehenswertes Wegkreuz.

### Einwohnerzahlen
- 1830: 70 (10 Häuser)[10]
- 1836: 78 (12 Häuser)[11]
- 1871: 75 (25 Gebäude; Großvieh: 2 Pferde, 77 Rinder)[12]
- 1900: 59 (12 Wohngebäude)[13]
- 1937: 61[14]
- 1961: 62 (14 Wohngebäude)[15]
- 1970: 89[16]
- 1987: 81 (22 Wohngebäude, 22 Wohnungen)[1]

## Verkehrsanbindung
Wangen ist von Norden herüber eine Abzweigung von der Staatsstraße 2220 in Greißelbach und von Süden her über eine Abzweigung von der Bundesstraße 299 in Mühlhausen bzw. auf der Höhe von Wappersdorf, dem nächstgelegenen Ort, zu erreichen.